# 小宮裕太
小宮 裕太（こみや ゆうた、11月20日 - ）は、日本の漫画家、イラストレーター。女性。旧ペンネームは御堂明日香（みどうあすか）。
漫画作品はいずれも成年向け漫画である。『漫画ばんがいち』（コアマガジン）にて作品が不定期掲載されている。また、同誌の表紙および裏表紙も担当することがある。以前は同社の『コミック0EX』（現在の『メガミルク』の前身雑誌）の表紙および裏表紙も担当していた。
淡いタッチで描き、同級生や幼馴染などの作品が多いのが特徴である。

## 作品リスト

### 漫画作品
- 『LOVERS HIGH』 2000年2月25日、ビブロス〈カラフルコミックス〉、ISBN 4-8352-1017-4 ※「御堂明日香」名義・絶版
- 『SWEET THANG』コアマガジン〈ホットミルクコミックス258〉、2008年1月10日発売[2]、ISBN 978-4-86252-323-5 ※「小宮裕太」名義での初単行本
- 『Dreamsicle 初回限定版』コアマガジン〈ホットミルクコミックス〉、2011年2月10日、ISBN 978-4-86252-979-4
  - 『ばんがいち』や『0ex』で使われたイラストとカラー漫画を掲載した小冊子付き。
  - 当初の発売日は2010年12月24日だったが延期され2011年1月31日になり、さらに再延期され2月10日発売となった。
- 『Dreamsicle 普及版』コアマガジン〈ホットミルクコミックス383〉、2012年10月10日[3]、ISBN 978-4-86436-390-7
- 『Candy Puff 初回限定版』コアマガジン〈ホットミルクコミックス〉、2014年2月28日[4]、ISBN 978-4-86436-582-6 ※ミニ画集を付属。
- 『Candy Puff』コアマガジン〈ホットミルクコミックス〉、2014年2月28日[5]、ISBN 978-4-86436-583-3
- 『Numero uno 小宮裕太作品集』コアマガジン、2018年5月31日[6]、ISBN 978-4-86653-193-9 ※B5サイズ

### イラスト
- でぃ・えっち・えぃ（著：ゆうきりん、電撃文庫、2005年）1巻から7巻まで担当
- 明日はきっと、晴れますように[7]（アダルトゲーム、2009年7月31日発売）一部原画
- よめたん 抱き枕カバー 沢渡蘭奈[8]
- 日めくりカレンダー『姫繰三六五』の2017年5月3日分（2016年8月26日発売）[9]

## 関連人物
以下の漫画家の単行本にゲスト原稿を描いている。
- みずきえいむ
- 鈴玉レンリ
- Rico
- アシオ